# Лекаревщина
Лекаревщина (укр. Лікарівщина) — село,
Зеленковский сельский совет,
Недригайловский район,
Сумская область,
Украина.
Код КОАТУУ — 5923581704. Население по переписи 2001 года составляло 38 человек.

## Географическое положение
Село Лекаревщина находится на берегу безымянного ручья, который через 2 км впадает в реку Ольшанка.
На расстоянии в 0,5 км расположены сёла Мерки и Пятидуб.